# Karl Julius Fritzsche
Karl Julius Fritzsche, auch K. J. Fritzsche, (* 30. März 1883 in Leipzig; † 12. Oktober 1954 in München) war ein deutscher Filmproduzent.

## Leben
Der Sohn eines Bäckers absolvierte eine Verlagslehre und stieß 1909 zum Film. Im Januar 1912 wurde er Prokurist bei A. E. Hübsch & Co. Daraus entwickelte sich eine langjährige Partnerschaft mit Albert Eberhard Hübsch bei den Firmen A. E. Hübsch & Co. GmbH, Transocean Film Co. GmbH, First National Pictures GmbH, Palladium Film- und Bühnenschau GmbH, F.B.O. Pictures GmbH und Radio Filmverleih/Deutsche Künstler Film GmbH.
Im Januar 1922 gründete er mit Alfred Duskes die Essex Film Corporation GmbH. Im Juni 1927 wurde Fritzsche in den Vorstand der Defu Deutsche Film Union AG berufen und löste anschließend Ernst Hugo Correll als Vorstand der Phoebus-Film AG ab. Im Dezember 1932 gründete er die Centropa Film GmbH (1932–1935).
Nach der Machtergreifung der Nationalsozialisten konnte er seinen Einfluss ausdehnen. Fritzsche gründete im Oktober 1935 die Tobis Magna-Filmproduktion GmbH. Seit 1940 war er Produktionschef und Technischer Atelierleiter der Tobis, 1942 zusätzlich deren Wirtschaftsdirektor. Er produzierte mehrere prestigeträchtige Werke der Filmgesellschaft mit deren Star Emil Jannings.
Nach Kriegsende nahm Fritzsche 1948 seine Tätigkeit beim Film wieder auf. Er gründete die Verleihfirma Deutsche London Filmverleih, die später auch produzierte. 1952 gründete er die Magna-Film.

## Filmografie
- 1914: Schachmatt
- 1914: Im Krater des Vesuvs
- 1914: Das Geheimnis der Münze
- 1914: Wege des Schicksals
- 1915: Der schwarze Husar
- 1918: Mein Bräutigam – der Landstreicher
- 1920/22: Louise de Lavallière – Am Liebeshof des Sonnenkönigs
- 1921: Marodeure der Großstadt
- 1922: Der Graf von Essex
- 1923: Arme Sünderin
- 1929: 'Roah-Roah!' Der Schrei der Sehnsucht
- 1931: Himatschal – Der Thron der Götter
- 1931: Die Försterchristl
- 1934: Maskerade
- 1935: Der Ammenkönig
- 1936: Der schüchterne Casanova
- 1936: Ein Hochzeitstraum
- 1936: Das Schloß in Flandern
- 1936: Truxa
- 1936: Die Geliebte von Paris (unvollendet)
- 1937: Der Herrscher
- 1937: Manege
- 1937: Der Unwiderstehliche
- 1937: Der zerbrochene Krug
- 1938: Der Maulkorb
- 1939: Robert Koch, der Bekämpfer des Todes
- 1940: Ohm Krüger
- 1943: Die große Nummer
- 1952: Pension Schöller
- 1952: Der fröhliche Weinberg
- 1953: Tagebuch einer Verliebten
- 1953: Nanga Parbat (Dokumentarfilm)
- 1954: Geständnis unter vier Augen